# Куп Југославије у фудбалу 1971/72.
Куп Југославије у фудбалу 1971/72. је такмичење у коме је учествовало укупно 2565 екипа из СФРЈ. У завршницу се пласирало 16 клубова (и то 7 из СР Србије, 4 из СР Хрватске, 2 из СР Босне и Херцеговине и по један клуб из СР Црне Горе, СР Македоније и СР Словеније).
Завршно такмичење је почело 1. марта 1972. и трајало је до 17. маја 1972. када је одиграна финална утакмица.

## Осмина финала
| Утак. | Клуб, Место         | Резултат                | Клуб, Место           |
| ----- | ------------------- | ----------------------- | --------------------- |
| 1.    | Ријека              | 0:1                     | Олимпија Љубљана      |
| 2.    | Раднички Крагујевац | 0:1                     | Црвена звезда Београд |
| 3.    | Приштина            | 1:1 (1:1, 0:1) 4:5 пен. | Раднички Ниш          |
| 4.    | Хајдук Сплит        | 1:0                     | Слобода Тузла         |
| 5.    | Борово              | 1:0                     | Пролетер Зрењанин     |
| 6.    | Динамо Загреб       | 1:0                     | Сарајево              |
| 7.    | Сутјеска Никшић     | 1:2                     | Вардар Скопље         |
| 8.    | Борац Чачак         | 4:0                     | Хајдук Кула           |

## Четрвртфинале
| Утак. | Клуб, Место      | Резултат       | Клуб, Место           |
| ----- | ---------------- | -------------- | --------------------- |
| 1.    | Олимпија Љубљана | 2:1 (1:1, 1:1) | Црвена звезда Београд |
| 2.    | Раднички Ниш     | 2:3            | Хајдук Сплит          |
| 3.    | Борово           | 1:2            | Динамо Загреб         |
| 4.    | Вардар Скопље    | 2:1 (1:1, 1:1) | Борац Чачак           |

## Полуфинале
| Утак. | Клуб, Место      | Резултат | Клуб, Место   |
| ----- | ---------------- | -------- | ------------- |
| 1.    | Олимпија Љубљана | 0:2      | Хајдук Сплит  |
| 2.    | Динамо Загреб    | 1:0      | Вардар Скопље |

## Финале
| Победник Купа Југославије у фудбалу 1971/72. |
| -------------------------------------------- |
| НК Хајдук Сплит 2. титула.                   |

| Домаћи клуб                         | Резултат | Гостујући клуб |
| ----------------------------------- | --- | --- |
| Динамо Загреб                       | 1:2 (0:1) | Хајдук Сплит |
| Датум                               | 17. мај, 1972. | 17. мај, 1972. |
| Стадион                             | Стадион ЈНА, Београд | Стадион ЈНА, Београд |
| Гледалаца                           | 15.000 | 15.000 |
| Судија                              | Маријан Рауш (Вараждин) | Маријан Рауш (Вараждин) |
| НК Динамо (тренер: Дражан Јерковић) | Фахрија Даутбеговић, Бранко Грачанин, Дамир Валец, Денијал Пирић, Ивица Миљковић, Јосип Гуцмиртл, Ивица Сензен, Јосип Лалић, Славко Ковачић, Драгутин Вабец, Зденко Кафка (Фикрет Мујкић) | Фахрија Даутбеговић, Бранко Грачанин, Дамир Валец, Денијал Пирић, Ивица Миљковић, Јосип Гуцмиртл, Ивица Сензен, Јосип Лалић, Славко Ковачић, Драгутин Вабец, Зденко Кафка (Фикрет Мујкић) |
| НК Хајдук (тренер: Томислав Ивић)   | Анте Сирковић, Вилсон Џони, Иван Хлевњак, Драган Холцер, Иван Буљан, Мирослав Бошковић, Мићун Јованић, Дражен Мужинић, Петар Надовеза, Јурица Јерковић, Ивица Шурјак                      | Анте Сирковић, Вилсон Џони, Иван Хлевњак, Драган Холцер, Иван Буљан, Мирослав Бошковић, Мићун Јованић, Дражен Мужинић, Петар Надовеза, Јурица Јерковић, Ивица Шурјак                      |
| Стрелци                             | 0-1 Јованић 45', 1:1 Сензен 55', 1:2 Шурјак 59' | 0-1 Јованић 45', 1:1 Сензен 55', 1:2 Шурјак 59' |

## Резултати победника Купа Југославије 1971/72. уКупу победника купова 1972/73.
| Ранг         | Клуб          | Држава   | укупан рез. | Држава | Клуб         | 1. утак. | 2. утак. |
| ------------ | ------------- | -------- | ----------- | ------ | ------------ | -------- | -------- |
| Прво коло    | Фредерикстад  | Норвешка | 0:2         | СФРЈ   | Хајдук Сплит | 0:1      | 0:1      |
| Друго коло   | Рексем        | Велс     | 3:3         | СФРЈ   | Хајдук Сплит | 3:1      | 0:2      |
| Четвртфинале | Хибернијан    | Шкотска  | 4:5         | СФРЈ   | Хајдук Сплит | 4:2      | 0:3      |
| Полуфинале   | Лидс јунајтед | Енглеска | 1:0         | СФРЈ   | Хајдук Сплит | 1:0      | 0:0      |